# Phan Thế Phương
Phan Thế Phương (27 tháng 6 năm 1934 - 6 tháng 10 năm 1991), được ngư dân xã Quảng Công, huyện Quảng Điền, Thừa Thiên Huế tôn làm Thần Hoàng làng sau khi ông mất.. Năm 2003 Ông được Nhà nước truy tặng danh hiệu Anh hùng Lao động thời kỳ Đổi mới.

## Tiểu sử
Ông quê tại xã Phú Dương, huyện Phú Vang, tỉnh Thừa Thiên Huế.

## Tham gia Kháng chiến chống Pháp
Sau Cách mạng tháng Tám ông tham gia Cách mạng trong khi theo học trường Khải định (nay là Quốc học), Huế với nhiệm vụ là trinh sát viên tổ trinh sát cơ quan tổng bộ Việt Minh Trung bộ sau là trinh sát viên mặt trận B, thành phố Huế.
Năm 1947 ông là nhân viên Công an nội thành Huế, đội viên đội tự vệ vũ trang bí mật nội thành Huế. Năm 1950 vào Đảng Cộng sản Việt nam khi mới tròn 16 tuổi.
Năm 1951 ông được điều về công tác ở Thành uỷ Huế.
Từ năm 1952 đến 1954 ông được cử đi học ở khu 4 tại trường Huỳnh Thúc Kháng, Bạch Ngọc, huyện Anh Sơn, tỉnh Nghệ An. Trong thời gian này ông làm trưởng đoàn học sinh Bình Trị Thiên và Miền Nam, chủ tịch hội liên hiệp Sinh viên tỉnh Nghệ an.

## Hoạt động trong ngành Thủy sản
Cuối năm 1954 ông được cử đi học ở Đại học Thủy sản, Thượng Hải, Trung Quốc.
Năm 1959 ông làm công tác giảng dạy tại Khoa Thủy sản, trường Đại học Nông nghiệp Hà Nội. Sau khi khoa Thủy sản tách thành trường Đại học Thủy sản, ông làm trưởng phòng Giáo vụ. Người kế nhiệm Trưởng phòng là Nguyễn Tấn Trịnh sau này là Bộ trưởng Bộ Thủy sản.
Năm 1974 ông làm quyền Hiệu trưởng trường trung cấp Thủy sản Trung ương I, Hải Phòng.
Năm 1977 ông về làm Phó Giám đốc Sở Thủy sản tỉnh Bình Trị Thiên (Quảng Bình, Quảng Trị, Thừa Thiên Huế). Năm 1979 Ông được đề bạt làm Bí thư ban cán sự Đảng, Giám đốc Sở Thủy sản Bình Trị Thiên, Ủy viên Hội đồng Nhân dân tỉnh Bình Trị Thiên. Năm
1983 đến 1991 ông là Giám đốc Sở Thủy sản, Tỉnh uỷ viên, Ủy viên Hội đồng Nhân dân tỉnh Thừa thiên – Huế. Năm
1991 ông mất trong một tai nạn giao thông trên đường đi công tác tại tỉnh Phan Thiết.
Ông đã được Đảng và Nhà nước trao tặng huy hiệu 40 năm tuổi Đảng, Huân chương Kháng chiến hạng Nhất, Huân chương Kháng chiến chống Mỹ hạng Nhì, Huân chương Hữu nghị, Anh hùng Lao động thời kỳ Đổi mới.

## Những hoạt động nổi bật
Sau cơn bão tàn phá miền Trung vào năm 1985, với tư cách Giám đốc sở Thủy sản tỉnh Bình Trị Thiên, ông vận động hàng ngàn ngư dân vạn chài lên bờ sinh sống để tránh các thiên tai khôn lường ở vùng đầm phá Tam Giang. Để giúp các hộ dân này xây dựng cuộc sống mới, ông đã lặn lội tìm tòi và mang về đây nghề nuôi tôm sú. Cả một vùng quê mới trở nên trù phú nhờ nghề nuôi tôm này. Sau khi ông mất đi, tưởng nhớ đóng góp của ông, người dân nơi đây đã xây đền thờ ông. Tôn ông làm ông tổ nghề nuôi tôm, làm Thần hoàng làng. Từ đó bắt đầu có hàng loạt bài báo, phim tài liệu về câu chuyện cảm động này. Năm 2003, nhà nước CHXHCN Việt nam truy tặng Ông danh hiệu Anh hùng Lao động thời kỷ Đổi mới.

Trong bài viết "Miếu thờ ông giám đốc" của Nguyễn Quang Vinh trên báo Lao động có lời mở đầu như sau:
Người ta nói ngày xưa những người có công lao lớn với dân, công lao thực sự, không dựa vào một thế lực ủng hộ nào, uy thế nào, chỉ bằng tấm lòng và công sức, thường được dân lập miếu thờ sau khi người đó qua đời. Rồi sau đó triều đình mới căn cứ vào sự đánh giá của dân mà sắc phong thành... THẦN.
Nhưng đây là chuyện một ông giám đốc sở được lập miếu thờ vì thành tích giúp dân chuyển đổi lối làm ăn, xoá nghèo cho cả chục vạn dân bằng nghề nuôi tôm thì đúng như lời người dân, là chuyện "e hiếm, e ít có, e... không có". Thế mà vẫn có đấy! Câu chuyện cảm động đến... không dám so sánh ông Phương với các giám đốc khác của chúng ta hiện nay (!). Tôi nghĩ nếu có chuyện "hậu sắc phong" thì cũng quý. Còn nếu không thì với người dân vạn đò vùng phá Tam Giang, ông Phương đã hoá THẦN rồi!
Thể theo tâm nguyện của cán bộ và nhân dân xã Quảng Công, UBND huyện Quảng Điền đã có quyết định đổi tên Trường THCS Quảng Công thành Trường THCS Phan Thế Phương. Một tấm bia tưởng niệm ghi lại công đức của Phan Thế Phương cũng sẽ được dựng trang trọng giữa sân trường. Xã cũng đang dự định quy hoạch, xây dựng lại ngôi miếu thờ.. Vào ngày 27 tháng 10 năm 2013, lễ tuyên bố đổi tên và khánh thành cổng mới trường THCS Phan Thế Phương đã được tiến hành trọng thể tại cổng trường.